# Prodecatoma mangicola
Prodecatoma mangicola is een vliesvleugelig insect uit de familie Eurytomidae. De wetenschappelijke naam is voor het eerst geldig gepubliceerd in 1952 door Bhatnagar.